# شهرستان ادواردز (ایلینوی)
شهرستان ادواردز (به انگلیسی: Edwards County) شهرستانی در ایالت ایلی‌نوی ایالات متحده امریکا و بر طبق سرشماری ۲۰۱۰ این شهرستان ۶۷۲۱ نفر جمعیت داشته‌است. رشد جمعیت این شهرستان از ۲۰۰۰ تا ۲۰۱۰، حدود ۳٫۶ درصد رشد مثبت بوده است
طبق سرشماری ۲۰۱۰، مساحت این شهرستان ۵۷۶٫۸ کیلومتر مربع وسعت داشته که از این مقدار ۰٫۱۳ درصد آب و ۹۹٫۸۷ درصد خشکی می‌باشد.
این شهرستان در ۱۸۱۴ از نخستین شهرستان‌های تشکیل شده در ایالت ایلی‌نوی بوده و مساحت آن در زمان تشکیل بیش از نیمی از ایالت ایلی‌نوی بوده‌است. این شهرستان نام خود را از نیناین ادواردز فرماندار ایالت ایلی‌نوی گرفته‌است.

## همسایگان و راه‌ها
همسایگان این شهرستان عبارتند از:
- شمال: شهرستان ریچ لند
- شمال‌شرق:
- شرق: شهرستان وبش
- جنوب‌شرق: شهرستان گیبسون، ایندیانا
- جنوب: شهرستان وایت
- جنوب‌غرب:
- غرب: شهرستان وینه
- شمال‌غرب:

راه‌های اصلی این شهرستان:
1. جاده ۱ ایلی‌نوی
2. جاده ۱۵ ایلی‌نوی
3. جاده ۱۳۰ ایلی‌نوی

## نگارخانه

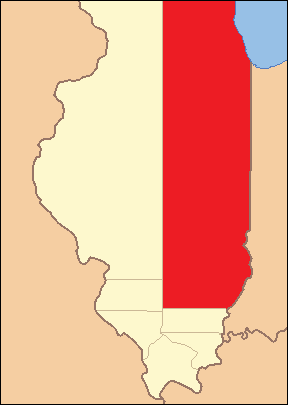
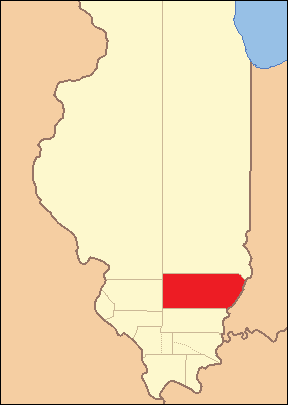
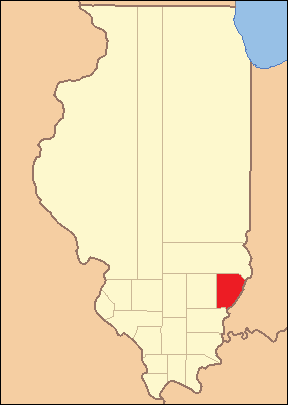
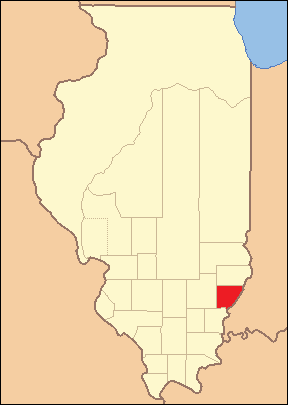
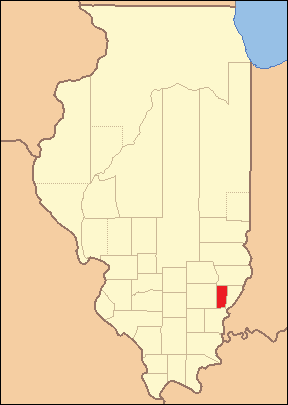

## شهرها
- آلبیون، ایلی‌نوی، مرکز شهرستان
- گری ویلا، ایلی‌نوی